# Corynosoma enhydri
Corynosoma enhydri är en hakmaskart som beskrevs av Morozov 1940. Corynosoma enhydri ingår i släktet Corynosoma och familjen Polymorphidae. Inga underarter finns listade i Catalogue of Life.